# MLS Golden Boot
L'MLS Golden Boot è un riconoscimento calcistico annuale conferito al giocatore che, durante la stagione regolare, ha segnato il maggior numero di reti nella stagione regolare della Major League Soccer.
Dal 1996 al 2004 il riconoscimento assumeva la denominazione di MLS Scoring Champion e veniva assegnato attraverso un sistema di punteggio che prevedeva 2 punti per le reti segnate e 1 punto per gli assist.
Il primo Golden Boot venne vinto nel 1996 da Roy Lassiter, giocatore dei Tampa Bay Mutiny, che concluse la stagione con 58 punti, frutto di 27 reti e 4 assist.
Nel 2015, con 22 reti, Sebastian Giovinco, è stato il primo calciatore italiano a vincere il riconoscimento.

## Albo d'oro

### 1996-2004 (come MLS Scoring Champion)
| Stagione | Nazione                                      | Giocatore                | Squadra                    | Punti |
| -------- | -------------------------------------------- | ------------------------ | -------------------------- | ----- |
| 1996     | Stati Uniti (bandiera)                       | Roy Lassiter             | Tampa Bay Mutiny           | 58    |
| 1997     | Stati Uniti (bandiera)                       | Preki                    | K.C. Wizards               | 41    |
| 1998     | Trinidad e Tobago (bandiera)                 | Stern John               | Columbus Crew              | 57    |
| 1999     | Stati Uniti (bandiera)                       | Jason Kreis              | Dallas Burn                | 51    |
| 2000     | Senegal (bandiera)                           | Mamadou Diallo           | Tampa Bay Mutiny           | 56    |
| 2001     | Honduras (bandiera)                          | Álex Pineda Chacón       | Miami Fusion               | 47    |
| 2002     | Stati Uniti (bandiera)                       | Taylor Twellman          | N.E. Revolution            | 52    |
| 2003     | Stati Uniti (bandiera)                       | Preki                    | K.C. Wizards               | 41    |
| 2004     | Honduras (bandiera) · Stati Uniti (bandiera) | Amado Guevara Pat Noonan | MetroStars N.E. Revolution | 30    |

### 2005-oggi
| Stagione | Nazione                | Giocatore               | Squadra             | Reti |
| -------- | ---------------------- | ----------------------- | ------------------- | ---- |
| 2005     | Stati Uniti (bandiera) | Taylor Twellman         | N.E. Revolution     | 17   |
| 2006     | Stati Uniti (bandiera) | Jeff Cunningham         | Real Salt Lake      | 16   |
| 2007     | Brasile (bandiera)     | Luciano Emilio          | D.C. United         | 20   |
| 2008     | Stati Uniti (bandiera) | Landon Donovan          | LA Galaxy           | 20   |
| 2009     | Stati Uniti (bandiera) | Jeff Cunningham         | FC Dallas           | 17   |
| 2010     | Stati Uniti (bandiera) | Chris Wondolowski       | S.J. Earthquakes    | 18   |
| 2011     | Canada (bandiera)      | Dwayne De Rosario       | D.C. United         | 16   |
| 2012     | Stati Uniti (bandiera) | Chris Wondolowski       | S.J. Earthquakes    | 27   |
| 2013     | Brasile (bandiera)     | Camilo Sanvezzo         | Vancouver Whitecaps | 22   |
| 2014     | Inghilterra (bandiera) | Bradley Wright-Phillips | N.Y. Red Bulls      | 27   |
| 2015     | Italia (bandiera)      | Sebastian Giovinco      | Toronto FC          | 22   |
| 2016     | Inghilterra (bandiera) | Bradley Wright-Phillips | N.Y. Red Bulls      | 24   |
| 2017     | Ungheria (bandiera)    | Nemanja Nikolić         | Chicago Fire        | 24   |
| 2018     | Venezuela (bandiera)   | Josef Martínez          | Atlanta United      | 31   |
| 2019     | Messico (bandiera)     | Carlos Vela             | Los Angeles FC      | 34   |
| 2020     | Uruguay (bandiera)     | Diego Rossi             | Los Angeles FC      | 14   |
| 2021     | Argentina (bandiera)   | Valentín Castellanos    | New York City       | 19   |
| 2022     | Germania (bandiera)    | Hany Mukhtar            | Nashville           | 23   |
| 2023     | Gabon (bandiera)       | Denis Bouanga           | Los Angeles FC      | 20   |
| 2024     | Belgio (bandiera)      | Christian Benteke       | D.C. United         | 23   |

## Statistiche

### Vittorie per squadra
| Squadra             | Titoli | Stagioni         |
| ------------------- | ------ | ---------------- |
| N.E. Revolution     | 3      | 2002, 2004, 2005 |
| N.Y. Red Bulls      | 3      | 2004, 2014, 2016 |
| Los Angeles FC      | 3      | 2019, 2020, 2023 |
| D.C. United         | 3      | 2007, 2011, 2024 |
| Tampa Bay Mutiny    | 2      | 1996, 2000       |
| K.C. Wizards        | 2      | 1997, 2003       |
| FC Dallas           | 2      | 1999, 2009       |
| S.J. Earthquakes    | 2      | 2010, 2012       |
| Columbus Crew       | 1      | 1998             |
| Miami Fusion        | 1      | 2001             |
| Real Salt Lake      | 1      | 2006             |
| LA Galaxy           | 1      | 2008             |
| Vancouver Whitecaps | 1      | 2013             |
| Toronto FC          | 1      | 2015             |
| Chicago Fire        | 1      | 2017             |
| Atlanta United      | 1      | 2018             |
| New York City       | 1      | 2021             |
| Nashville           | 1      | 2022             |

### Vittorie per nazionalità
| Nazione           | Titoli |
| ----------------- | ------ |
| Stati Uniti       | 12     |
| Honduras          | 2      |
| Brasile           | 2      |
| Inghilterra       | 2      |
| Trinidad e Tobago | 1      |
| Senegal           | 1      |
| Canada            | 1      |
| Italia            | 1      |
| Ungheria          | 1      |
| Venezuela         | 1      |
| Messico           | 1      |
| Uruguay           | 1      |
| Argentina         | 1      |
| Germania          | 1      |
| Gabon             | 1      |
| Belgio            | 1      |